# Traeger Park
Traeger Park är en park i Australien. Den ligger i territoriet Northern Territory, omkring 1 300 kilometer söder om territoriets huvudstad Darwin.
Närmaste större samhälle är Alice Springs, nära Traeger Park.
Omgivningarna runt Traeger Park är i huvudsak ett öppet busklandskap. Runt Traeger Park är det mycket glesbefolkat, med 5 invånare per kvadratkilometer. Genomsnittlig årsnederbörd är 259 millimeter. Den regnigaste månaden är februari, med i genomsnitt 59 mm nederbörd, och den torraste är augusti, med 1 mm nederbörd.